# Multimodus obscurus
Multimodus obscurus is een fossiele soort schietmot uit de familie Vitimotauliidae.